# ایزوتوپ‌های هیدروژن
.

سه ایزوتوپ هیدروژن با بیشترین پایداری: پروتیوم (A = ۱), دوتریوم (A = ۲), و تریتیوم (A = ۳).

هیدروژن (۱H به‌طور طبیعی دارای ۳ ایزوتوپ است که گاهی به صورت ۲H, ۱H, و ۳H نشان داده می‌شوند. دوتای اولی (یعنی ۲H, ۱H) پایدار هستند، درحالی که ۳H دارای نیمه-عمر ۱۲٫۳۲ سال است. همچنین از هیدروژن ایزوتوپ‌های سنگین تری نیز وجود دارند که همگی مصنوعی (سنتزی) هستند، و نیمه-عمر آن‌ها کمتر از یک زپتوثانیه (۱۰−۲۱ ثانیه) است، از این میان، ۵H پایدارترین و، ۷H کمترین پایداری را دارد.
هیدروژن تنها عنصری است که ایزوتوپ‌های آن نام‌های متفاوتی به صورت عامیانه دارند: ایزوتوپ ۲H (یا هیدروژن-۲) معادل دوتریوم و ایزوتوپ ۳H (یا هیدروژن-۳) معادل تریتیوم است. نمادهای D و T گاهی برای اشاره به دوتریوم و تریتیوم استفاده می‌شوند. آیوپاک نمادهای D و T را قبول کرده‌است، اما پیشنهاد کرده‌است که به جای آن از «نمادهای استاندارد» (۲H و ۳H) استفاده شود، به جهت جلوگیری از سردرگمی در طبقه‌بندی حروف در فرمول شیمیایی, هیدروژن معمولی بدون نوترون گاهی، پروتیوم نامیده می‌شود.
(در طول مطالعات اولیه رادیواکتیو به برخی از ایزوتوپ‌های رادیواکتیو سنگین نام‌های دیگری داده شد، اما چنین نام‌هایی امروزه به ندرت مورد استفاده قرار می‌گیرد)

## جدول ایزوتوپ‌ها
| نماد | Z(p) | N(n) | جرم ایزوتوپ (u)   | نیمه عمر                      | حالت واپاشی | ایزوتوپ دختر | اسپین هسته‌ای | representative isotopic composition (mole fraction) | range of natural variation (mole fraction) |
| ---- | ---- | ---- | ----------------- | ----------------------------- | ----------- | ------------ | ------------ | --------------------------------------------------- | ------------------------------------------ |
| 1H   | ۱    | ۰    | ۱٫۰۰۷۸۲۵۰۳۲۰۷(۱۰) | پایدار                        | پایدار      | پایدار       | 1⁄2+         | ۰٫۹۹۹۸۸۵(۷۰)                                        | ۰٫۹۹۹۸۱۶–۰٫۹۹۹۹۷۴                          |
| 2H   | ۱    | ۱    | ۲٫۰۱۴۱۰۱۷۷۷۸(۴)   | پایدار                        | پایدار      | پایدار       | 1+           | ۰٫۰۰۰۱۱۵(۷۰)                                        | ۰٫۰۰۰۰۲۶–۰٫۰۰۰۱۸۴                          |
| 3H   | ۱    | ۲    | ۳٫۰۱۶۰۴۹۲۷۷۷(۲۵)  | ۱۲٫۳۲(۲) y                    | β-          | 3 He         | 1⁄2+         | Trace                                               |                                            |
| 4 H  | ۱    | ۳    | ۴٫۰۲۷۸۱(۱۱)       | ۱٫۳۹(۱۰)×۱۰−۲۲ s [۴٫۶(۹) MeV] | n           | 3 H          | 2−           |                                                     |                                            |
| 5 H  | ۱    | ۴    | ۵٫۰۳۵۳۱(۱۱)       | >۹٫۱×۱۰−۲۲ s ?                | n           | 4 H          | (1⁄2+)       |                                                     |                                            |
| 6 H  | ۱    | ۵    | ۶٫۰۴۴۹۴(۲۸)       | ۲٫۹۰(۷۰)×۱۰−۲۲ s [۱٫۶(۴) MeV] | 3n          | 3 H          | 2−#          |                                                     |                                            |
| 6 H  | ۱    | ۵    | ۶٫۰۴۴۹۴(۲۸)       | ۲٫۹۰(۷۰)×۱۰−۲۲ s [۱٫۶(۴) MeV] | 4n          | 2 H          | 2−#          |                                                     |                                            |
| 7 H  | ۱    | ۶    | ۷٫۰۵۲۷۵(۱۰۸)#     | ۲٫۳(۶)×۱۰−۲۳ s#               | 4n          | 3 H          | 1⁄2+#        |                                                     |                                            |

1. ↑  ایزوتوپ‌های پر رنگ شده پایدار هستند
2. ↑  اشاره به مقدار در آب.
3. ↑  بیشتر از ۶٫۶×۱۰۳۳ yr. فروپاشی پروتون را نگاه کنید.
4. ↑  این و هلیم-۳ تنها هسته‌های پایدار با پروتون بیشتر از نوترون هستند.
5. ↑  تولید شده در طول هسته‌زایی مه‌بانگ
6. ↑  مخزن هیدروژن دارای 2
H با فراوانی ۳٫۲×۱۰−۵ (کسر مول) است.
7. ↑  در طول نئوکلوسنتز بیگ بنگ تولید شده‌است، اما نه اولیه، به این دلیل که همه این اتم‌ها از آن زمان به بعد به هلیم-۳ تجزیه شده‌اند
8. ↑  Cosmogenic